# Bailleul (Orne)
Bailleul település Franciaországban, Orne megyében. Lakosainak száma 608 fő (2022. január 1.). Bailleul Brieux, Coulonces, Guêprei, Merri, Montabard, Occagnes, Ommoy, Villedieu-lès-Bailleul és Gouffern en Auge községekkel határos.

## Népesség
A település népességének változása:
| Lakosok száma | 617  | 615  | 624  | 608  | 609  | 611  | 612  | 609  | 608  |
|               | 2013 | 2015 | 2016 | 2017 | 2018 | 2019 | 2020 | 2021 | 2022 |